# Innocence en Danger
Innocence en Danger (em inglês, Innocence in Danger, em português, Inocência em Perigo) é uma organização não governamental com atuação internacional que se posiciona contra o abuso sexual de crianças, especialmente a distribuição de pornografia infantil através da nova mídia. É comprometida com projetos de prevenção que melhorem as habilidades de crianças e jovens na mídia. A fim de fortalecer os direitos das vítimas em processos judiciais, também está comprometida com o treinamento direcionado de policiais, terapeutas e advogados, para por exemplo, acompanhar crianças em situações de interrogatórios. Outro objetivo da organização é garantir que os crimes cometidos contra crianças não fiquem sujeitas a do estatuto de limitações, com muitas vítimas apenas denunciando os abusos depois de muitos anos.

## Histórico
Foi fundada por Homayra Sellier, ex-diretora da UNESCO. Foi lançada primeiramente na França, em janeiro de 1999
Campanhas
Em janeiro de 2014, lançou a campanha "Quem realmente está conversando online com seu filho?" A peça publicitária foi criada pela agência Rosapark, acompanhada de emojis assustadores desenhados por Baptisse Masse.

## Prêmios e indicações
| Ano  | Prêmio                                    | Obra                                          | Resultado | Ref   |
| ---- | ----------------------------------------- | --------------------------------------------- | --------- | ----- |
| 2012 | Berliner Präventionspreis 2012            | "Offline – interaktives Präventionsadventure" | Venceu    | [ 7 ] |
| 2012 | "Alliance for Children. Against Violence" | Smart User                                    | Venceu    | [ 8 ] |